# Air Dabia
Die Air Dabia war eine gambische Fluggesellschaft.

## Geschichte
Die Fluggesellschaft war von 1996 bis 1998 aktiv.
Air Dabia verfügte über eine Flotte von drei Flugzeugen. Wichtiger Geschäftszweig war der Transport afrikanischer Pilger während der Haddsch.
Sie wurde von dem mutmaßlichen Betrüger Foutanga Babani Sissoko betrieben, dessen auffälliges persönliches Vermögen unklare Ursprünge hatte. In der kurzen Betriebszeit gab es Vorwürfe von zahlreichen Mitarbeitern über lange Arbeitszeiten, unangemessene Ruhezeiten für die Besatzungen (von denen erwartet wurde, dass sie zwischen den Flügen in den Flugzeugen schlafen) und Lohnunterschieden. 2018 wurde Sissoko angeblich in Bankbetrug verwickelt.

## Flotte
- 1 Boeing 747-122 (C5-FBS)[2] (zuvor verwickelt in United-Airlines-Flug 811)
- 2 Boeing 727-200 (5V-TPA) (C5-ADA)